# Kolmanskop
Kolmanskop (en alemán: Kolmannskuppe) es un pequeño pueblo fantasma minero alemán abandonado a principios del siglo XX, a pocos kilómetros de la ciudad costera de Lüderitz, en Namibia. Actualmente es un destino turístico.

## Historia
Kolmannskuppe era un poblado colonial y fue construido en 1908 para dar cobijo a los buscadores de diamantes que trabajaban en esta desértica región del Namib, a unos diez kilómetros de la costa. En aquellos momentos, los diamantes se encontraban con facilidad en las cercanías, y era fácil hacer fortuna, de modo que en dos años se construyó una ciudad completa, con casino, escuela, hospital, salón de baile y verdaderas mansiones de estilo centroeuropeo. Namibia era en aquellos momentos la colonia de África del Sudoeste Alemana, y a pesar de estar rodeados por las arenas del desierto, los ocupantes de la ciudad querían sentirse como si se encontraran en Baviera (véase: Alemanes de Namibia), pero los tejados inclinados no soportarían jamás los largos días de lluvia.[cita requerida]
Kolmasnskop fue la primera localidad africana en disponer de un aparato de rayos X, importado específicamente para vigilar que los mineros no ingirieran diamantes para su posterior extracción ilícita de la mina.
Durante la Primera Guerra Mundial se extrajo alrededor de una tonelada de diamantes, pero inmediatamente después de la guerra, esta cantidad descendió notablemente, y se encontraron diamantes mucho mayores y en abundancia a doscientos kilómetros de allí, en la localidad de Oranjemund en las cercanías del río Orange, en la actual frontera con Sudáfrica. La localidad fue abandonada y se convirtió en una ciudad fantasma, invadida por las arenas del desierto.

## En la cultura popular
- El canal de televisión estadounidense History realizó una investigación sobre este poblado para incluirlo en su serie de 2010 «La Tierra Sin Humanos», como un ejemplo del efecto del ambiente sobre un sitio geográfico abandonado.[cita requerida]
- The King Is Alive fue filmada en Kolmanskop.[2]
- En el documental Wonders of the Universe se visita al pueblo. Ahí, el conductor, Brian Cox, explica la tercera ley de la termodinámica.[3]
- La fotografía de la portada de The Slow Rush, el cuarto álbum de Tame Impala, fue tomada en Kolmanskop.[4]

## Galería

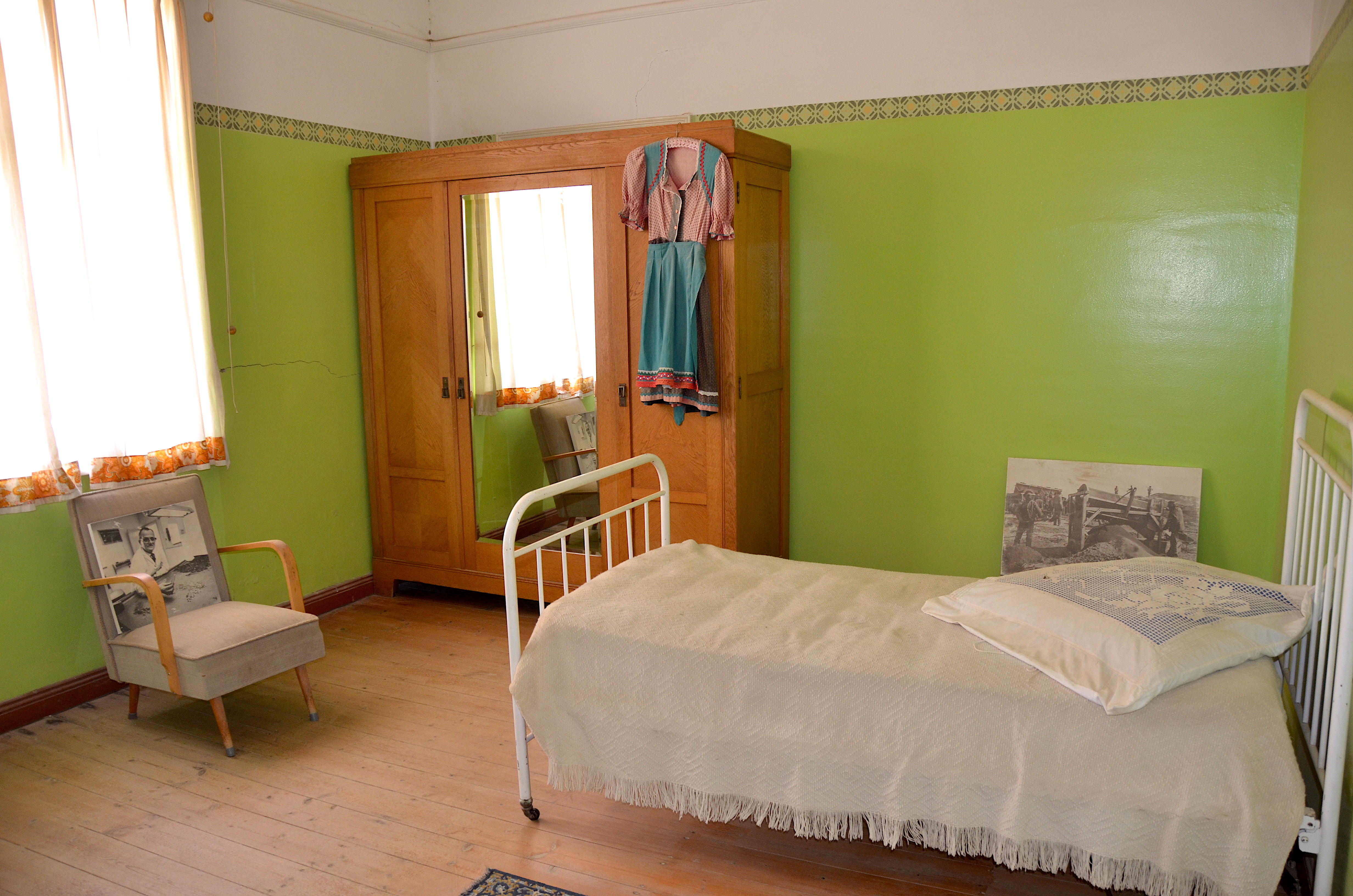
Una recámara dentro de una casa
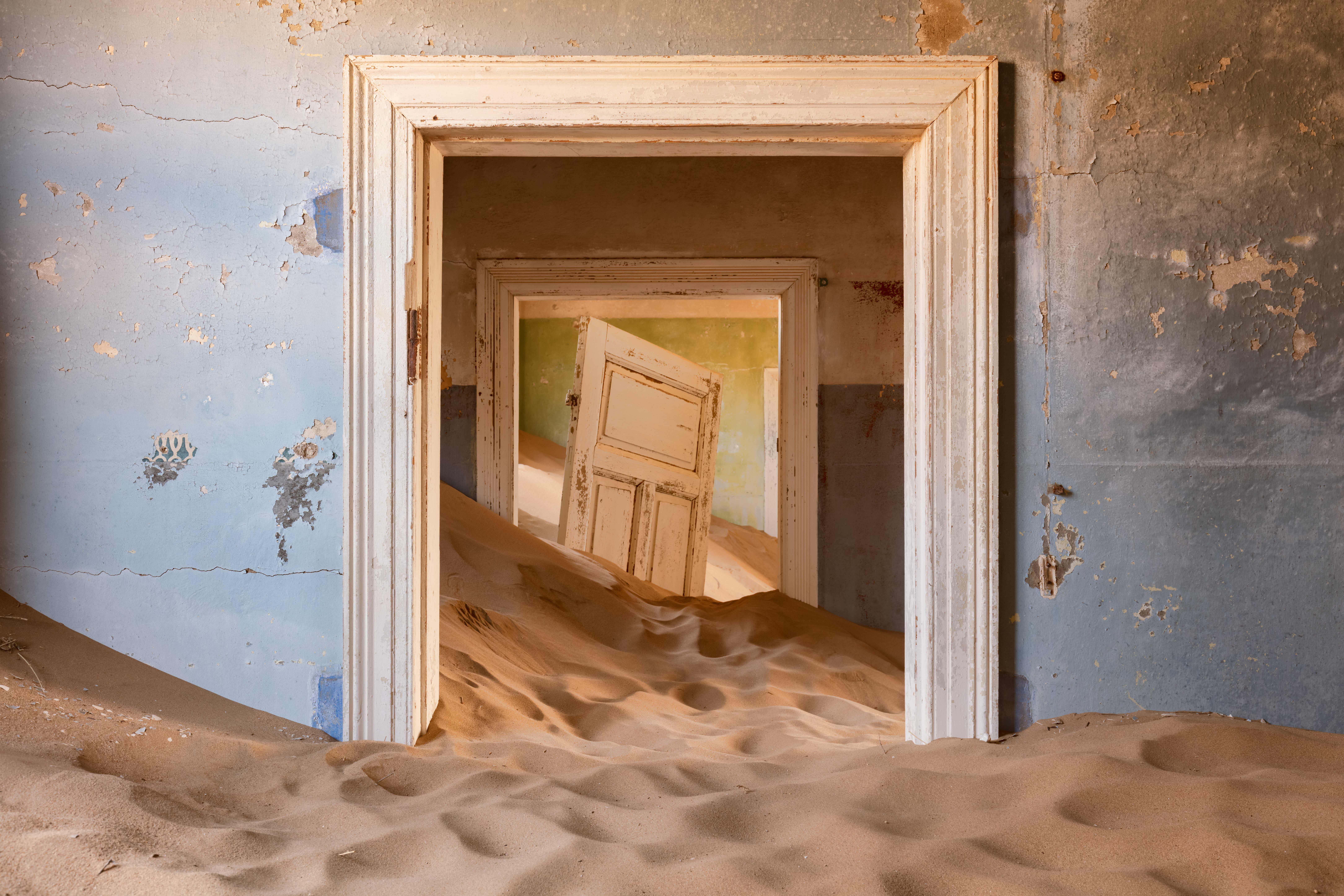
Interior de una casa, llena de arena
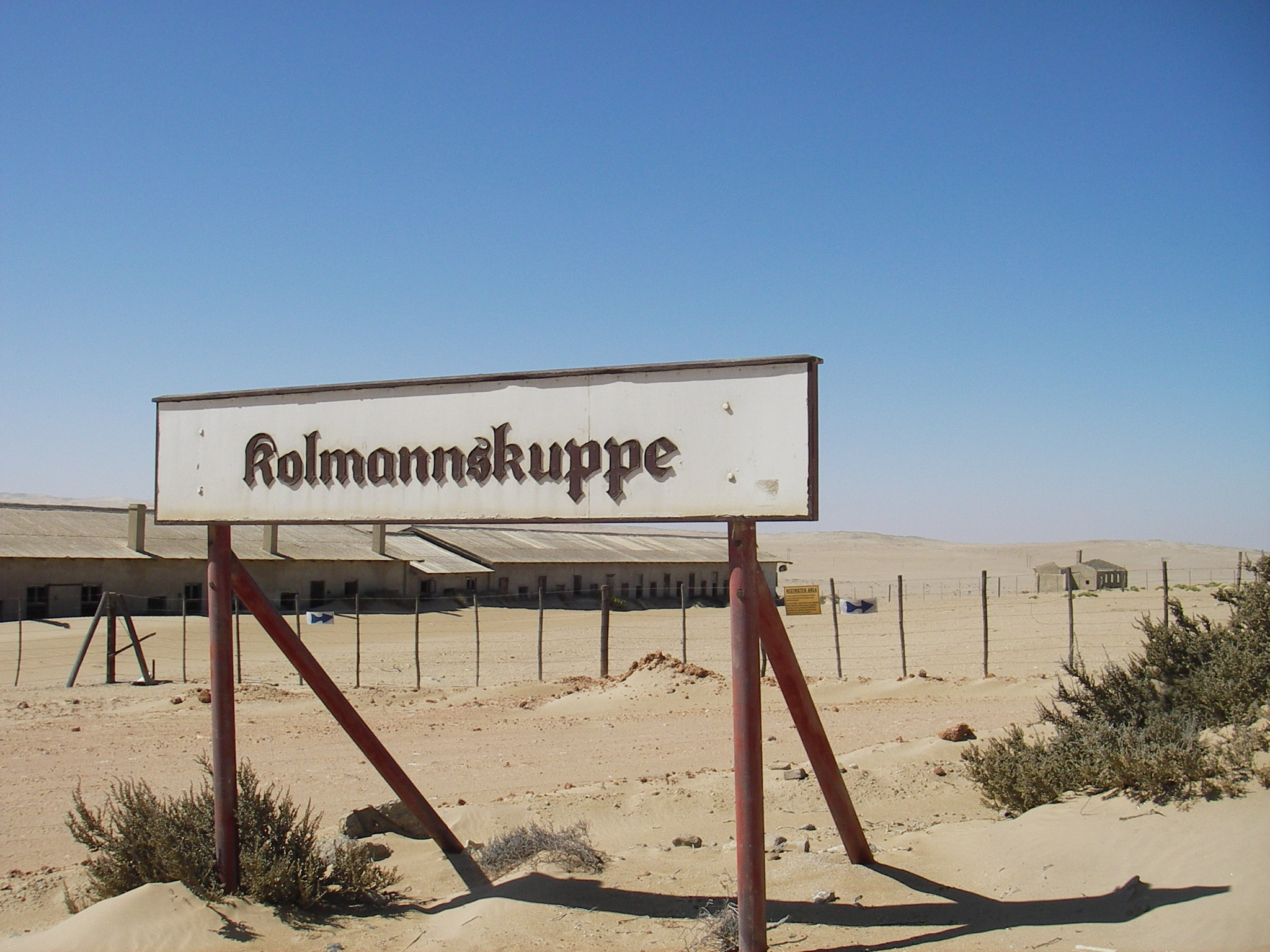
El letrero del pueblo
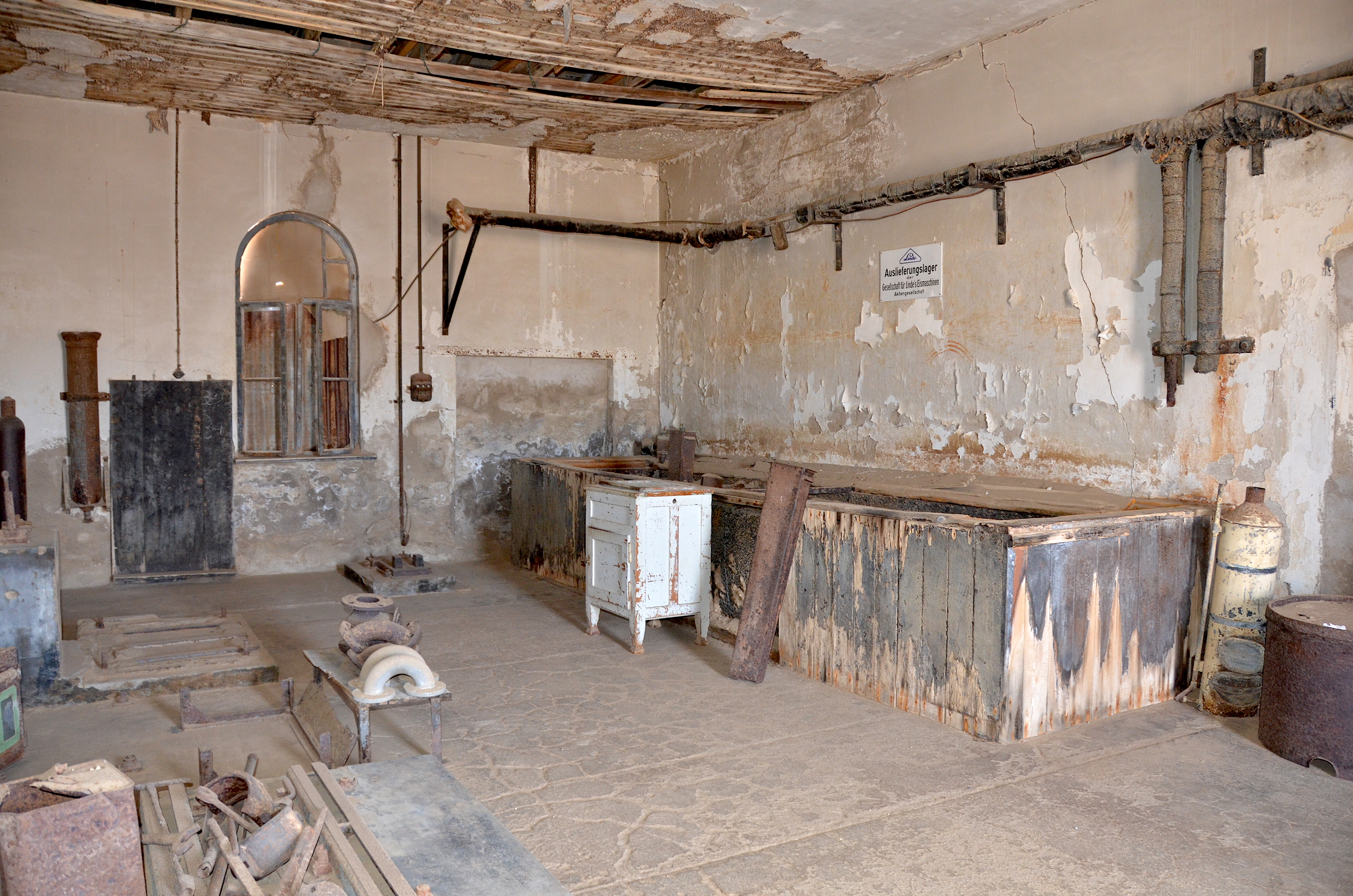
Fábrica de hielo
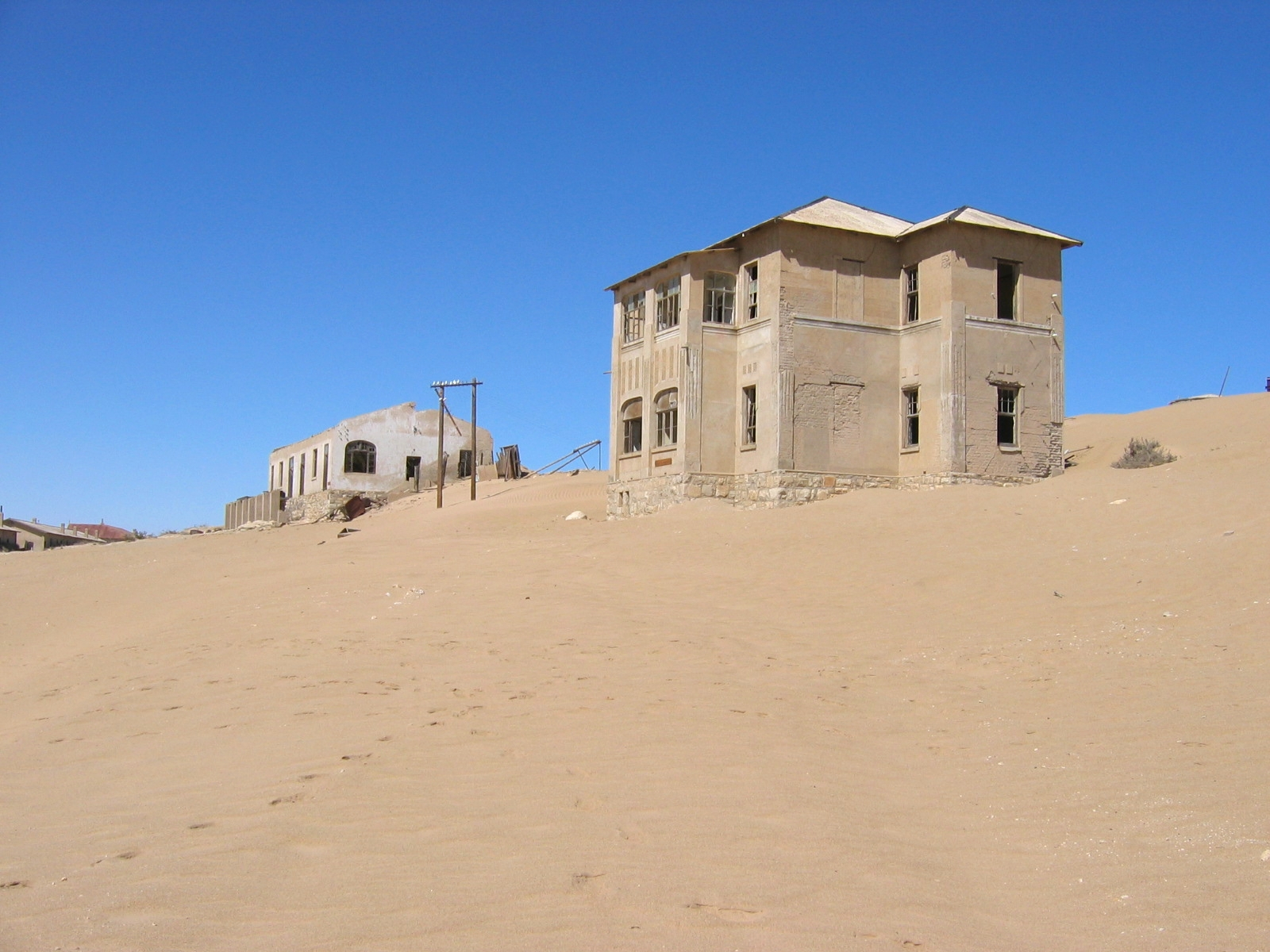
Casas abandonadas
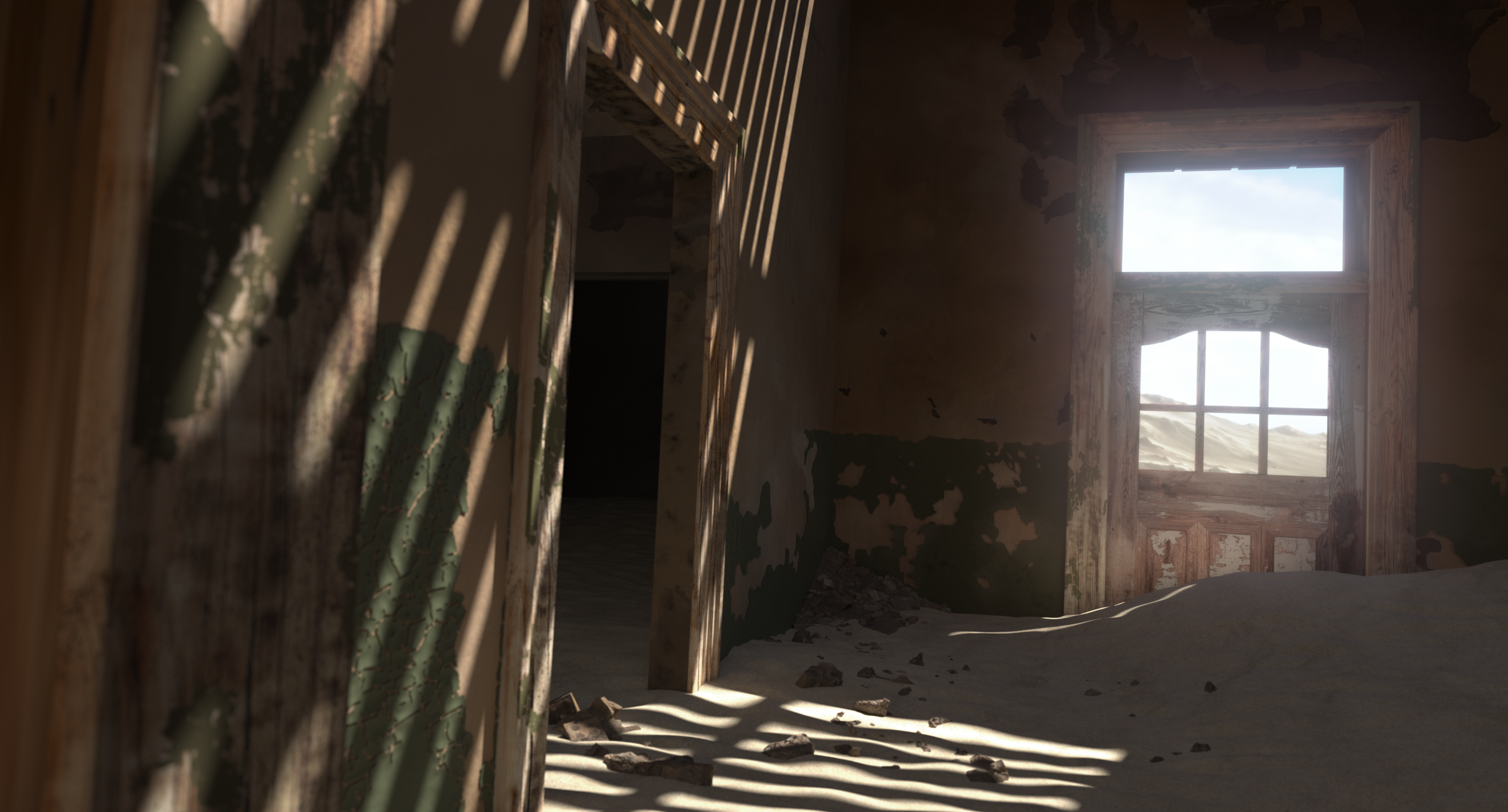
El interior de una casa abandonada
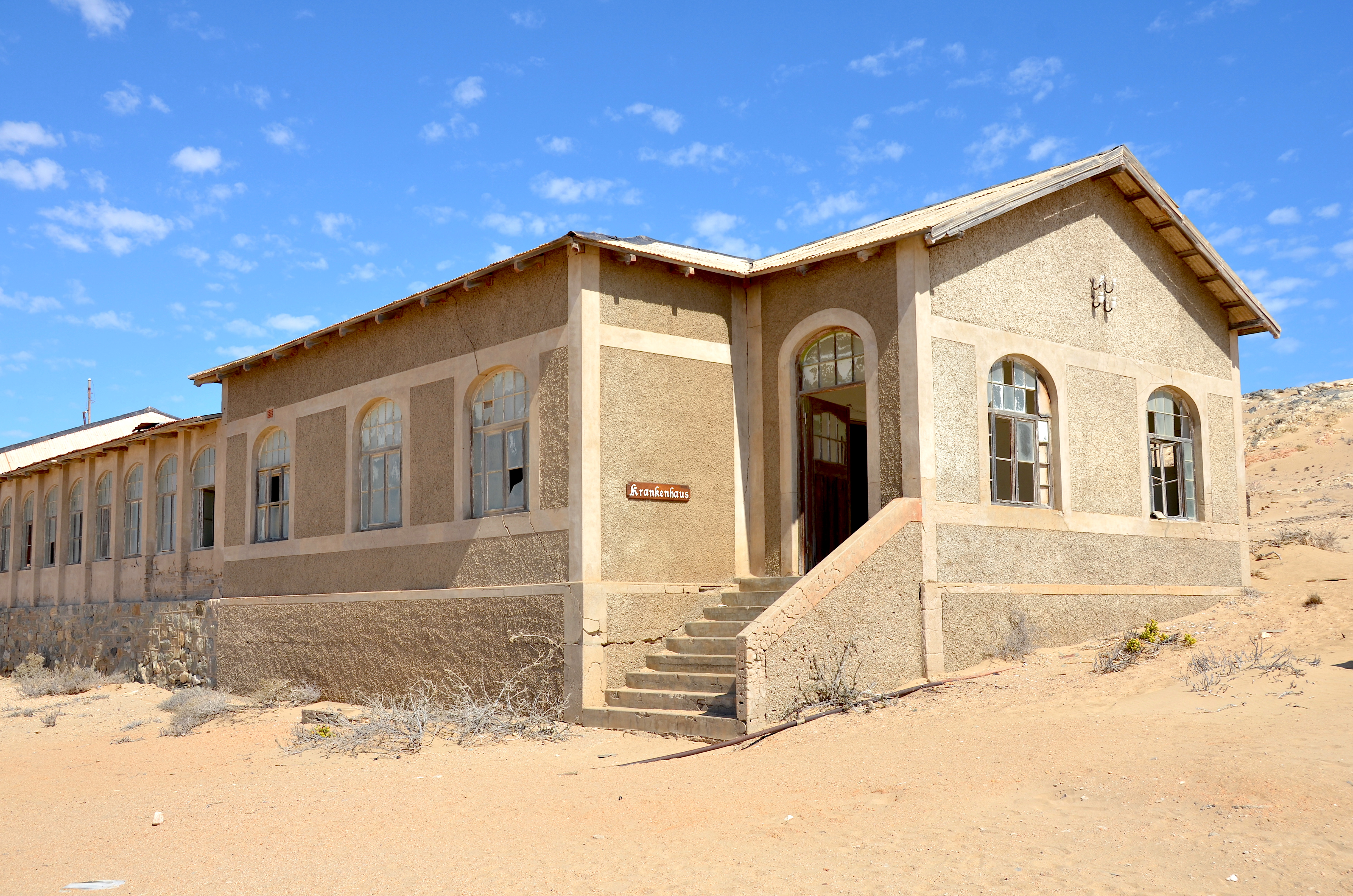
El hospital
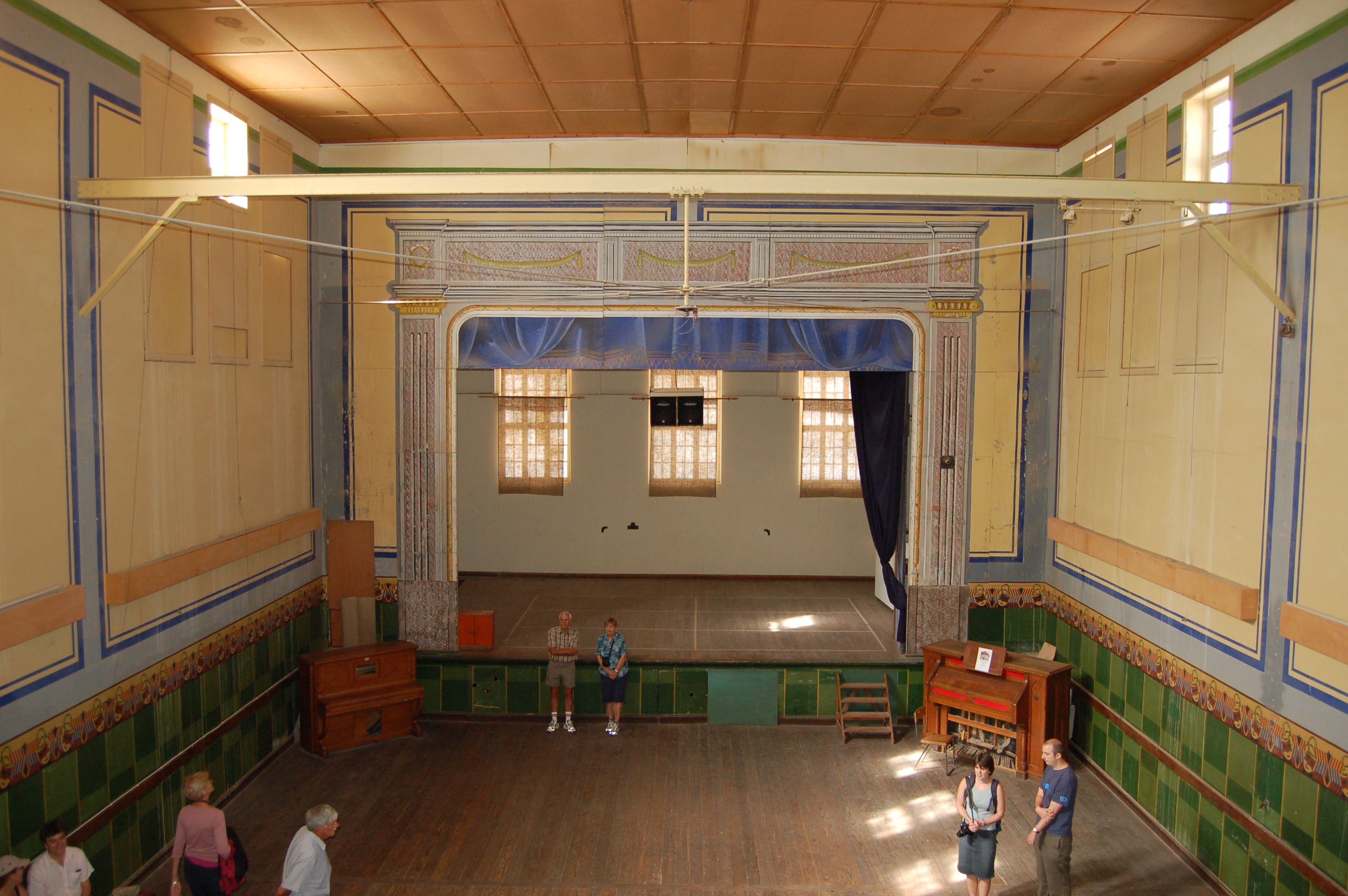
Salón de baile
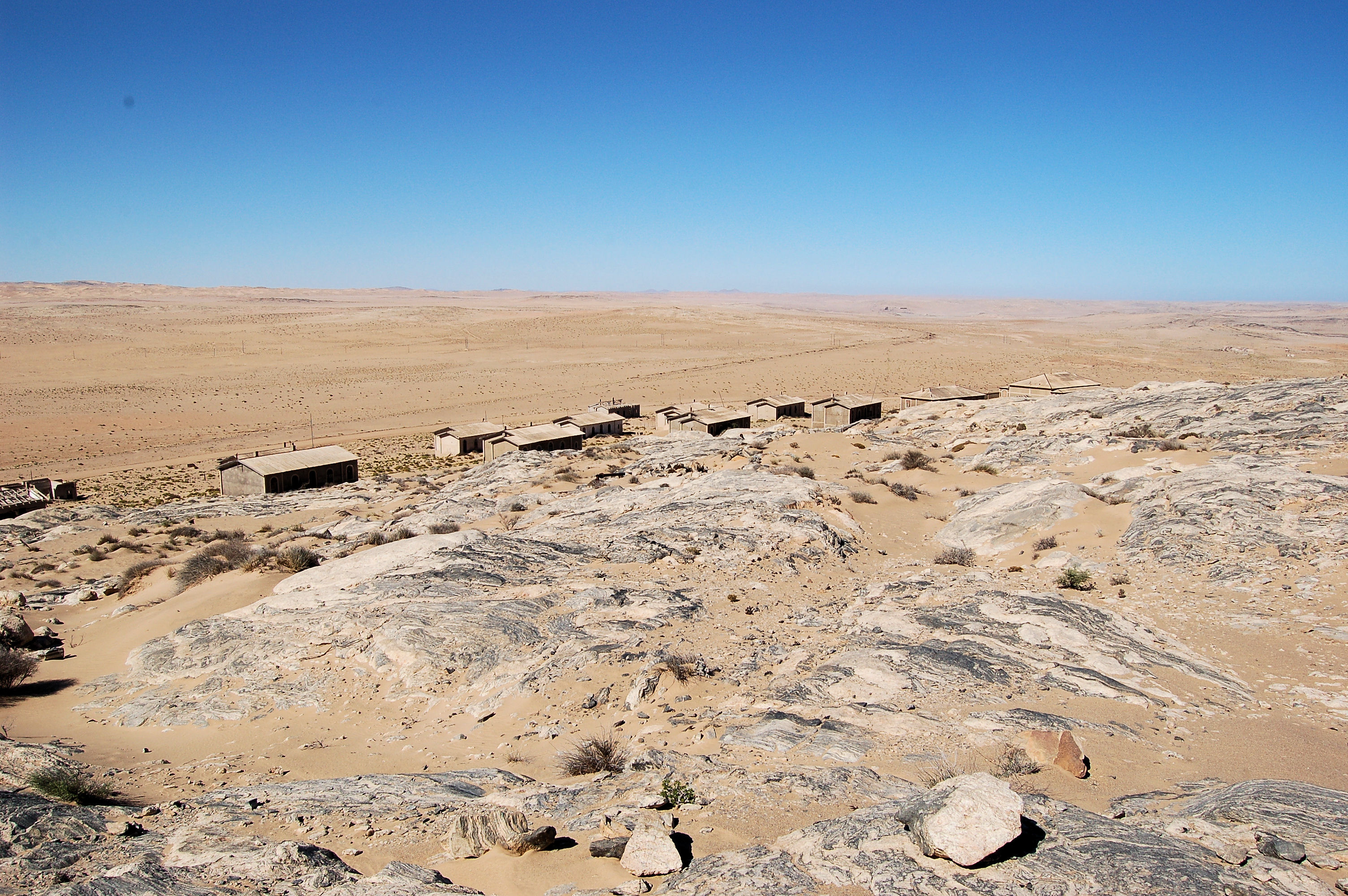
Vista de Kolmanskop
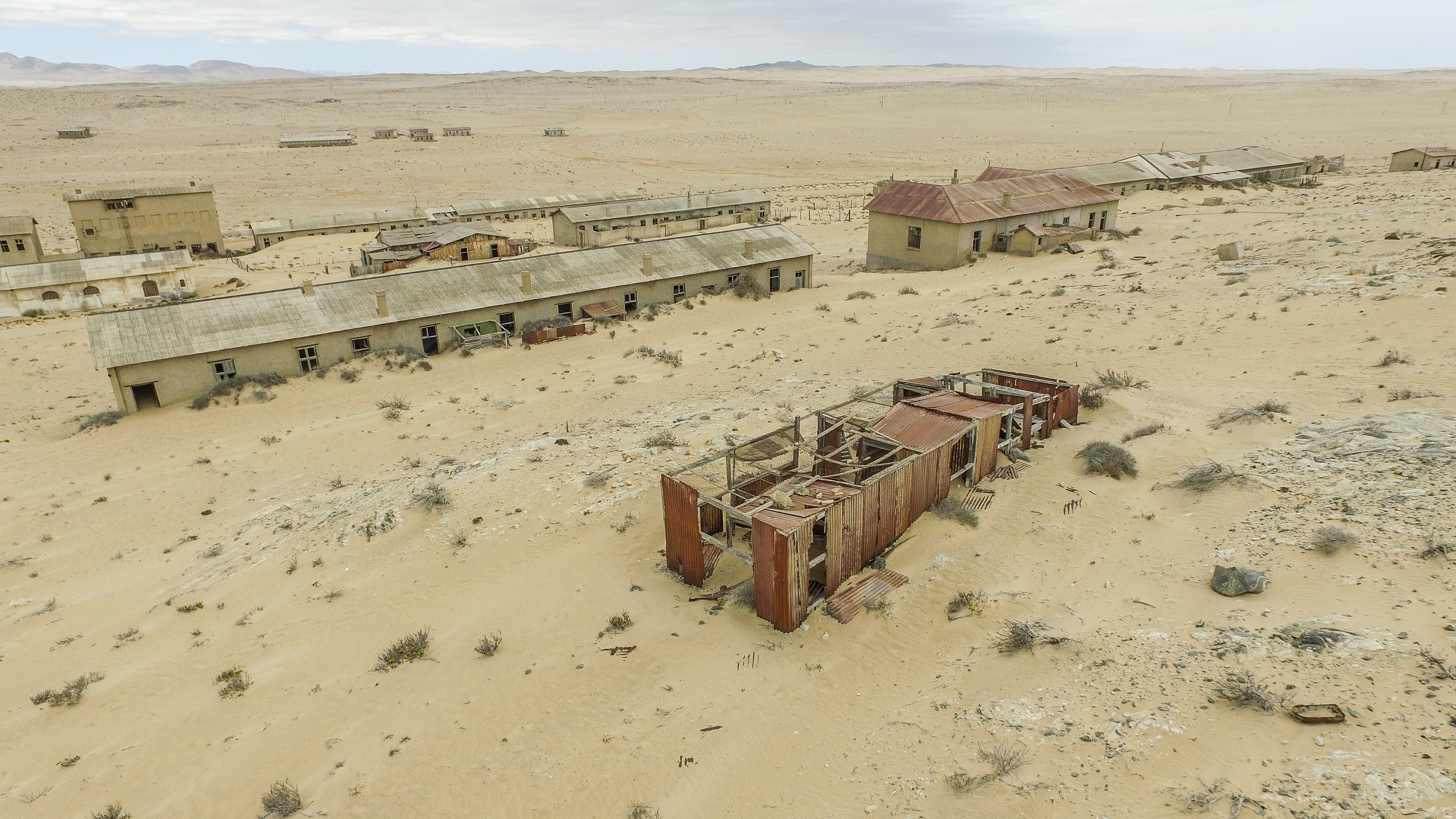
Vista aérea del poblado
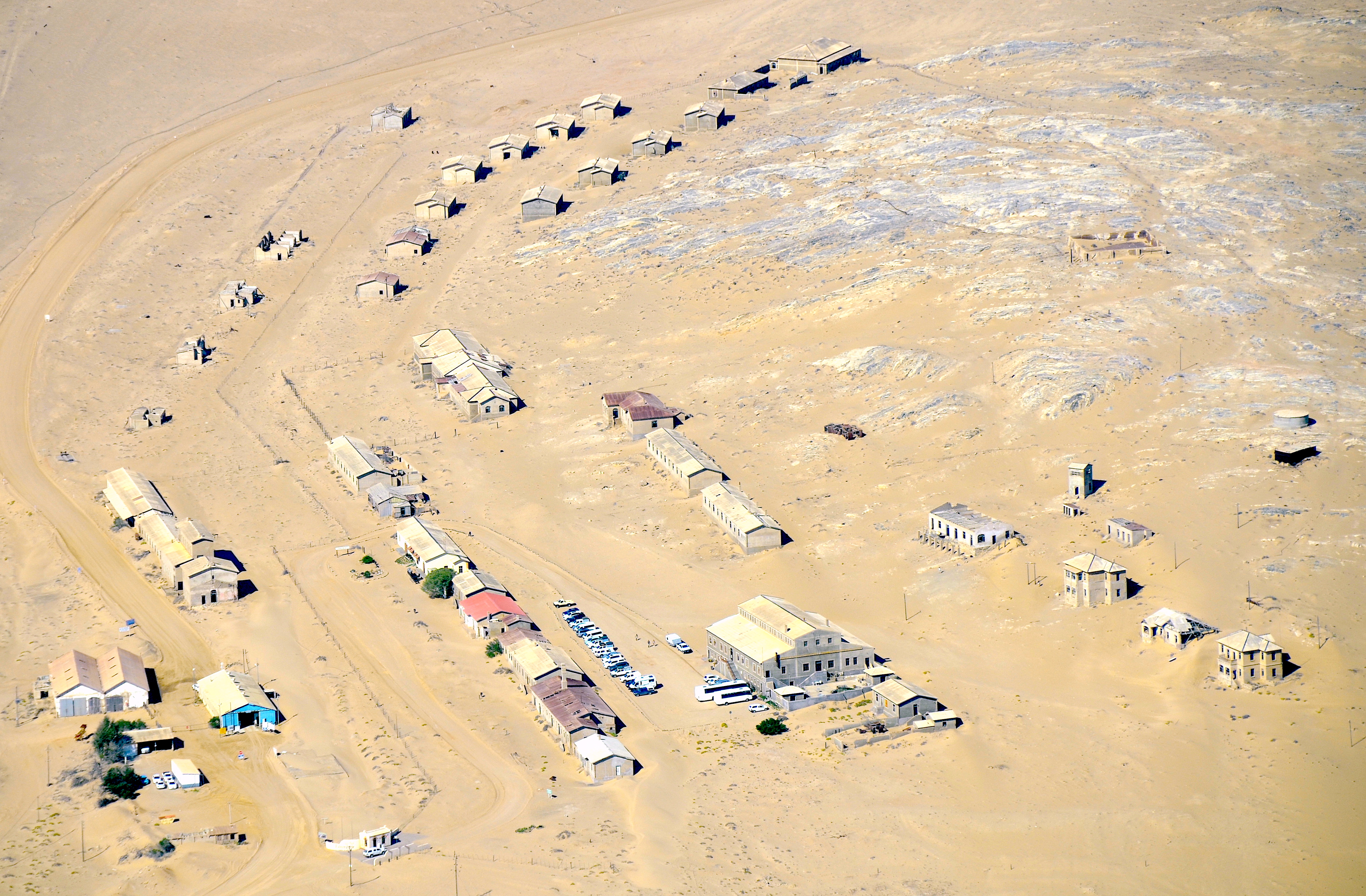
Vista aérea del poblado tomada en 2017